# Rząd Mira Cerara
Rząd Mira Cerara – rząd Republiki Słowenii istniejący od 18 września 2014 do 13 września 2018.
Rząd powstał po przedterminowych wyborach parlamentarnych w 2014. Zastąpił gabinet Alenki Bratušek. Koalicję zawiązały nowo powołana zwycięska Partia Mira Cerara (SMC), Demokratyczna Partia Emerytów Słowenii (DeSUS) i Socjaldemokraci (SD).
W połowie marca 2018 premier podał się do dymisji. Powodem było orzeczenie Sądu Najwyższego, który unieważnił wyniki referendum, w którym zatwierdzono promowaną przez rząd inwestycję kolejową, co skutkowało rozpisaniem kolejnych przedterminowych wyborów. 13 września 2018, po powstaniu rządu Marjana Šarca, gabinet Mira Cerara zakończył urzędowanie.

## Skład rządu
- premier: Miro Cerar (SMC)
- wicepremier: Violeta Bulc (SMC, od października do listopada 2014), Boris Koprivnikar (SMC, od listopada 2014)
- wicepremierh: Karl Erjavec (DeSUS, od października 2014)
- wicepremier: Dejan Židan (SD, od października 2014)
- minister spraw zagranicznych: Karl Erjavec (DeSUS)
- minister rolnictwa, leśnictwa i żywności: Dejan Židan (SD)
- minister administracji publicznej: Boris Koprivnikar (SMC)
- minister bez teki do spraw rozwoju, projektów strategicznych i spójności: Violeta Bulc (SMC, do listopada 2014), Alenka Smerkolj (SMC, od listopada 2014)
- minister finansów: Dušan Mramor (SMC, do lipca 2016), Mateja Vraničar Erman (SMC, od sierpnia 2016)
- minister spraw wewnętrznych: Vesna Györkös Žnidar (SMC)
- minister obrony: Janko Veber (SD, do kwietnia 2015), Andreja Katič (SD, od maja 2015)
- minister rozwoju gospodarczego i technologii: Jožef Petrovič (SMC, do grudnia 2014), Zdravko Počivalšek (SMC, od grudnia 2014)
- minister sprawiedliwości: Goran Klemenčič (SMC)
- minister pracy, rodziny, spraw społecznych i równouprawnienia: Anja Kopač Mrak (SD)
- minister zdrowia: Milojka Kolar (SMC)
- minister kultury: Julijana Bizjak Mlakar (DeSUS, do kwietnia 2016), Tone Peršak (DeSUS, od maja 2016)
- minister edukacji, nauki i sportu: Stanka Setnikar Cankar (SMC, do marca 2015), Klavdija Markež (SMC, od marca do kwietnia 2015), Maja Makovec Brenčič (SMC, od maja 2015)
- minister infrastruktury: Peter Gašperšič (SMC)
- minister środowiska i zagospodarowania przestrzennego: Irena Majcen (DeSUS)
- minister bez teki do spraw diaspory: Gorazd Žmavc (DeSUS)